# Grupo Elektra
Grupo Elektra — мексиканская группа компаний, работающая в сфере розничной торговли электроникой, бытовой техникой и мебелью; также предоставляет финансовые услуги.

## История
Основным предшественником является компания Salinas y Rocha («Салинас и Роча»), которая в 1906 году начала производство и продажу мебели. В 1930-х годах компания стала продавать матрасы и кухонную технику, а также освоила торговлю в кредит. В 1943 году компания открыла универмаг в Монтеррее, а через два года — второй, в Мехико. В 1950 году компания открыла завод по производству радиоприёмников, названный Elektra; вскоре завод первым в Мексике начал производство телевизоров; это подразделение возглавил Уго Салинас Прайс (Hugo Salinas Price). В 1957 году был открыт первый магазин электроники Elektra, к 1980 году таких магазинов было уже 88. В 1982 году из-за девальвации мексиканского песо компания оказалась на грани банкротства, поскольку её продажи были в песо, а долги — в долларах.
Восстановлением компании во второй половине 1980-х годов занялся Рикардо Салинас Плиего. Он переориентировал магазины на самый низкий ценовой сегмент, но при этом предлагал гарантию на товары; компьютеризация учёта товаров позволила сократить численность персонала до 6 человек на магазин. Продажи выросли с 21 млрд песо ($23 млн) в 1986/87 финансовом году до 650 млрд песо ($249 млн) в 1989/90, число магазинов за тот же период увеличилась с 55 до 250. С 1986 года компания начала привлекать южнокорейских производителей, таких как Goldstar, Daewoo и Samsung Electronics, в качестве поставщиков комплектующих, при этом сборка продолжала осуществляться в Мексике. К 1995 году сеть компании насчитывала уже 400 магазинов. Более половины продаж были в кредит, несмотря на весьма жёсткие условия: еженедельные платежи в течение полугода, 60—90 % годовых, необходимость дополнительного залога помимо покупаемого товара.
В декабре 1993 года компания сменила название на Grupo Elektra и провела размещение акций на бирже. Также в 1993 году Салинас запустил телекомпанию TV Azteca. В 1994 году магазины компании начали предлагать услугу денежных переводов в рамках совместного предприятия с Western Union. В конце 1995 года была куплена сеть из 40 магазинов одежды Grupo Hecali. В 1997 году Grupo Elektra начала расширять деятельность в другие страны Латинской Америки — Гватемалу, Сальвадор, Доминиканскую Республику, Гондурас и Перу. В 1998 году Салинас Плиего основал оператора сотовой связи Unefón. В 1999 году Grupo Elektra поглотила своего предшественника, Salinas y Rocha, но его сеть универмагов была в том же году продана группе El Puerto de Liverpool.
В 2002 году была получена банковская лицензия для Banco Azteca, который начал открывать отделения в магазинах Grupo Elektra.
В 2012 году за 780 млн долларов была куплена американская компания Advance America, которая специализировалась на «кредитах до зарплаты». Компания была переименована в Purpose Financial.

## Собственники и руководство
Рикардо Салинас Плиего (Ricardo Salinas Pliego, род. 19 октября 1955 года) — внук основателя, председатель совета директоров и генеральный директор, входит в десятку самых богатых людей Мексики. Помимо Grupo Elektra контролирует также TV Azteca, вторую крупнейшую телекомпанию Мексики, и Italika, производителя мотоциклов, вместе эти активы образуют Grupo Salinas. Ему и другим членам семьи Салинас принадлежит 76,68 % акций Grupo Elektra.

## Деятельность
Grupo Elektra объединяет сеть магазинов электроники и бытовой техники Elektra, сеть магазинов бытовой техники и мебели Salinas y Rocha, а также банк Azteca, имеющий отделения в магазинах группы. Кроме Мексики группа работает в Гватемале, Гондурасе и Панаме, финансовые услуги также предоставляются в США через дочернюю компанию Purpose Financial. На Мексику приходится около 90 % выручки, по 5 % приносят операции в странах Центральной Америки и США. Сеть компании насчитывает около 7 тыс. точек, из них 4600 в Мексике.
В списке крупнейших публичных компаний мира Forbes Global 2000 за 2024 год Grupo Elektra заняла 1354-е место.